# Organizația pentru Alimentație și Agricultură
Organizația pentru Alimentație și Agricultură a Națiunilor Unite (FAO - Food and Agriculture Organization of the United Nations)  este o  agenție specializată a Organizației Națiunilor Unite, cu sediul la Roma,  al cărei scop principal este eliminarea foametei pe scară mondială, îmbunătățirea alimentației, prin coordonarea activităților guvernelor în domeniul agriculturii, silviculturii și în industria piscicolă. De asemenea FAO vine în sprijinul țărilor prin programe de cercetare, specializare, dezvoltare și aplicații practice și acordă ajutor în cazuri de dezastru.